# Гренцинген
Гренцинге́н, Ґренцінґен (фр. Grentzingen) — колишній муніципалітет у Франції, у регіоні Гранд-Ест, департамент Верхній Рейн. Населення — 543 осіб (2011).
Муніципалітет був розташований на відстані близько 400 км на схід від Парижа, 120 км на південь від Страсбура, 60 км на південь від Кольмара.

## Історія
До 2015 року муніципалітет перебував у складі регіону Ельзас. Від 1 січня 2016 року належав до нового об'єднаного регіону Гранд-Ест.
1 січня 2016 року Гренцинген, Енфлінген i Обердорф було об'єднано в новий муніципалітет Ійталь.

## Демографія
Динаміка населення (INSEE ):
Розподіл населення за віком та статтю (2006):
| Стать | Всього | До 15 років | 15-24 | 25-44 | 45-64 | 65-85 | Понад 85 |
| --- | ------ | ----------- | ----- | ----- | ----- | ----- | -------- |
| Чоловіки | 256    | 48          | 28    | 76    | 72    | 28    | 4        |
| Жінки | 306    | 75          | 28    | 87    | 60    | 40    | 16       |
| \| Статево-вікова піраміда \| Статево-вікова піраміда \| Статево-вікова піраміда \| \| ----------------------- \| ----------------------- \| ----------------------- \| \| Чоловіки \| Вік \| Жінки \| \| 4 \| 85 + \| 16 \| \| 12 \| 80-84 \| 8 \| \| 4 \| 75-79 \| 12 \| \| 0 \| 70-74 \| 4 \| \| 12 \| 65-69 \| 16 \| \| 16 \| 60-64 \| 16 \| \| 12 \| 55-59 \| 12 \| \| 12 \| 50-54 \| 12 \| \| 32 \| 45-49 \| 20 \| \| 24 \| 40-44 \| 12 \| \| 16 \| 35-39 \| 43 \| \| 20 \| 30-34 \| 16 \| \| 16 \| 25-29 \| 16 \| \| 8 \| 20-24 \| 16 \| \| 20 \| 15-20 \| 12 \| \| 20 \| 10-14 \| 39 \| \| 20 \| 5-9 \| 16 \| \| 8 \| 0-4 \| 20 \| |        |             |       |       |       |       |          |
| Статево-вікова піраміда |        |             |       |       |       |       |          |
| Чоловіки | Вік    | Жінки       |       |       |       |       |          |
| 4 | 85 +   | 16          |       |       |       |       |          |
| 12 | 80-84  | 8           |       |       |       |       |          |
| 4 | 75-79  | 12          |       |       |       |       |          |
| 0 | 70-74  | 4           |       |       |       |       |          |
| 12 | 65-69  | 16          |       |       |       |       |          |
| 16 | 60-64  | 16          |       |       |       |       |          |
| 12 | 55-59  | 12          |       |       |       |       |          |
| 12 | 50-54  | 12          |       |       |       |       |          |
| 32 | 45-49  | 20          |       |       |       |       |          |
| 24 | 40-44  | 12          |       |       |       |       |          |
| 16 | 35-39  | 43          |       |       |       |       |          |
| 20 | 30-34  | 16          |       |       |       |       |          |
| 16 | 25-29  | 16          |       |       |       |       |          |
| 8 | 20-24  | 16          |       |       |       |       |          |
| 20 | 15-20  | 12          |       |       |       |       |          |
| 20 | 10-14  | 39          |       |       |       |       |          |
| 20 | 5-9    | 16          |       |       |       |       |          |
| 8 | 0-4    | 20          |       |       |       |       |          |

## Економіка
2010 року серед 358 осіб працездатного віку (15—64 років) 263 були активними, 95 — неактивними (показник активності 73,5%, у 1999 році було 70,0%). З 263 активних мешканців працювало 246 осіб (141 чоловік та 105 жінок), безробітними було 17 (7 чоловіків та 10 жінок). Серед 95 неактивних 35 осіб було учнями чи студентами, 28 — пенсіонерами, 32 були неактивними з інших причин.

У 2010 році в муніципалітеті числилось 210 оподаткованих домогосподарств, у яких проживали 566,0 особи, медіана доходів виносила 22 823 євро на одного особоспоживача